# Осовець (Монецький повіт)
Осовець (пол. Osowiec) — село в Польщі, у гміні Ґоньондз Монецького повіту Підляського воєводства.
Населення — 307 осіб (2011).
У 1975-1998 роках село належало до Ломжинського воєводства.

## Демографія
Демографічна структура станом на 31 березня 2011 року:
|          | Загалом | Допрацездатний вік | Працездатний вік | Постпрацездатний вік |
| -------- | ------- | ------------------ | ---------------- | -------------------- |
| Чоловіки | 155     | 29                 | 101              | 25                   |
| Жінки    | 152     | 27                 | 75               | 50                   |
| Разом    | 307     | 56                 | 176              | 75                   |